# آشپزی آمریکایی
| |  |  |
| کباب کردن از روش‌های محبوب آشپزی آمریکایی است. (نگاره سمت راست) خرچنگ آبی توسط سرخ‌پوستان ایالات متحده آمریکا در سواحل شرقی آمریکا طبخ می‌شد. (نگاره سمت چپ) |  |  |

آشپزی ایالات متحده آمریکا دارای فهرستی از غذاهای گوناگون می‌باشد، این فهرست شامل طیف گسترده‌ای از هات داگ‌ها، برگرها و غذاهای سرخ کردنی هستند. این کشور سرشار از تولیدات و دستور غذاهای گوناگون است. غذاهای آمریکایی بسیار متنوع هستند، از کیک مواد دریایی گرفته تا غذاهای پرخاصیت جنوب این کشور. روش سنتی پخت‌وپز سرخ‌پوستان با رسوم مهاجران نخستین و موج دیگر مهاجران از همه دنیا در هم آمیخته و منجر به شکل‌گیری شیوه‌ای ترکیبی و شاخص به عنوان آشپزی آمریکایی شده‌است.